# سینگ

علامت تجاری شبکه سینگ

سینگ (به آلمانی: Xing) (در گویش رایج آلمانی: سینگ یا کسینگ) یک سرویس شبکهٔ اجتماعی تجاری آلمانی برای ایجاد روابط شغلی بین مردم و سازمانهای اقتصادی و بلعکس است که در سال ۲۰۰۳ در شهر هامبورگ آلمان راه اندازی شد. نام این شبکه در ابتدا «openBC» بود و در سال ۲۰۰۶ به نام امروزی تغییر داده شد. مالک این شبکه شرکت سهامی سینگ در هامبورگ است. شبکه سینگ در ۲۰۱۳ تقریباً دوازده میلیون نفر عضو داشت و در سال ۲۰۱۰ میلادی از راه تبلیغات و حق عضویت ۹٪ اعضاء ۵۴ میلیون یورو درآمد داشته‌است. روش کار و استفاده این شبکه بسیار شبیه شبکه لینکدین است و مشترکین در اینجا خود را معرفی کرده و اعلام می‌کنند که به دنبال چه هدفی (به عنوان مثال کاریابی) هستند. گذشته از امور استخدامی، شرکت‌های تولیدی، دفاتر خدمات مهندسی، طراح‌های نرم‌افزار و غیره نیز در شبکه خدمات خود را معرفی کرده و می‌توانند برای خود بازاریابی بین‌المللی انجام داده مشتری جلب کنند. به عنوان مثال یک مشترک ایرانی می‌تواند از راه دور پروژه ای در رابطه با نرم افزار تعبیه شده را بدست بگیرد و طی دوره انجام کار اجرت خود را (معمولاً بین ۵۰ تا ۱۰۰ یورو در ساعت) نیز ماه به ماه دریافت کند.
زبان داده‌های این شبکه را کاربر می‌تواند به اغلب زبان‌های اروپایی تغییر دهد. در این شبکه بیش از ۵۸۰۰ ایرانی مقیم ایران و کشورهای دیگر عضو هستند.